# 龙游县
龙游县是位于中国浙江省的一个县，由衢州市代管，地处浙江西部，位于金衢盆地内。西与衢州市衢江区、南与丽水市遂昌县接壤、北与杭州市建德市、东与金华市婺城区接壤。 縣人民政府駐龙洲街道太平西路1号。区域总面积为1,143平方公里。

## 历史沿革
根据考古资料，早在一万年前的新石器时代早期，龙游县境内就有人类活动。县境内的荷花山遗址中，发现了大量的早期稻作农业遗址，也是浙江迄今发现的最早的新石器时代遗址。遗址内发现的稻作文化遗迹，被部分学者认为是目前发现的人类最早栽种的稻谷。部分学者认为，龙游县为世界稻作文明的重要发祥地之一。
春秋时期，姑蔑国建都于此，秦王嬴政25年（公元前222年），置太末县，后改太末县为末治县。东汉建武元年（公元25年），恢复太末县名。东汉初平三年，析太末县设立新安县（治今衢州市区）。公元218年，东汉析新安县设立定阳县（今常山县），析太末县南部地设立遂昌县。唐武德四年（公元621年），析太末县为盈川县、白石县、武安县，武德八年废。唐太宗贞观八年（公元634年），改名龙丘，五代吴越宝正六年（公元931年），吴越王钱镠以丘不祥，改称龙游。北宋宣和三年（1121年），将龙游县改名为盈川县。南宋绍兴元年（1131年），复称龙游县。元朝时期，龙游县隶属江浙行省衢州路。朱元璋攻占衢州后，改衢州路为龙游府，依然设立龙游县。不久之后,改龙游府为衢州府，龙游县属之。清时，龙游县属浙江省衢州府。中华民国成立后，龙游县属金华道。1928年，龙游县直属于浙江省，1936年，改隶属为第五行政督察区，解放后改属第三专区。中华人民共和国成立后，隶属衢州专区。1955年3月，因衢州专区撤销，改属金华专区。1959年11月8日，中共浙江省委决定撤销龙游县建制，并入衢县。1983年9月，龙游县建制恢复。1985年5月，金华地区撤销，分设金华、衢州为省辖市，龙游县归属衢州市领辖。

## 自然环境
龙游县地处浙西金衢盆地，介于北纬28°44'~29°17'，东经109°02'~119°20'之间，县境地貌为南北高、中间底的马鞍形。北部属千里岗山脉余脉，南部属仙霞岭山脉余脉，中部属衢江冲积平原。县内多丘陵地貌，基岩以红砂岩、紫砂岩为主，地貌类型具有明显过渡性。全县最高点为庙下乡茅山坑，海拔1442米；最低点为湖镇镇下童村，海拔35米。
境内河流均属钱塘江水系，以雨源型山溪为主。河流总长402.1千米，境内主要河流有衢江、灵山江、模环溪、罗家溪、塔石溪等。
全县属于亚热带季风气候区，四季分明，气候温和，全年无霜期较长，夏季高温日数较长。年均气温17.4℃，年均降水量1618.2毫米。

## 行政区划
龙游县下辖2个街道办事处、6个镇、6个乡、1个民族乡：
东华街道、龙洲街道、湖镇镇、小南海镇、溪口镇、横山镇、塔石镇、詹家镇、罗家乡、庙下乡、沐尘畲族乡、模环乡、石佛乡、社阳乡和大街乡。

## 人口
根據第七次全国人口普查數據，截至2020年11月1日零時，龍游縣常住人口360229人。

## 交通

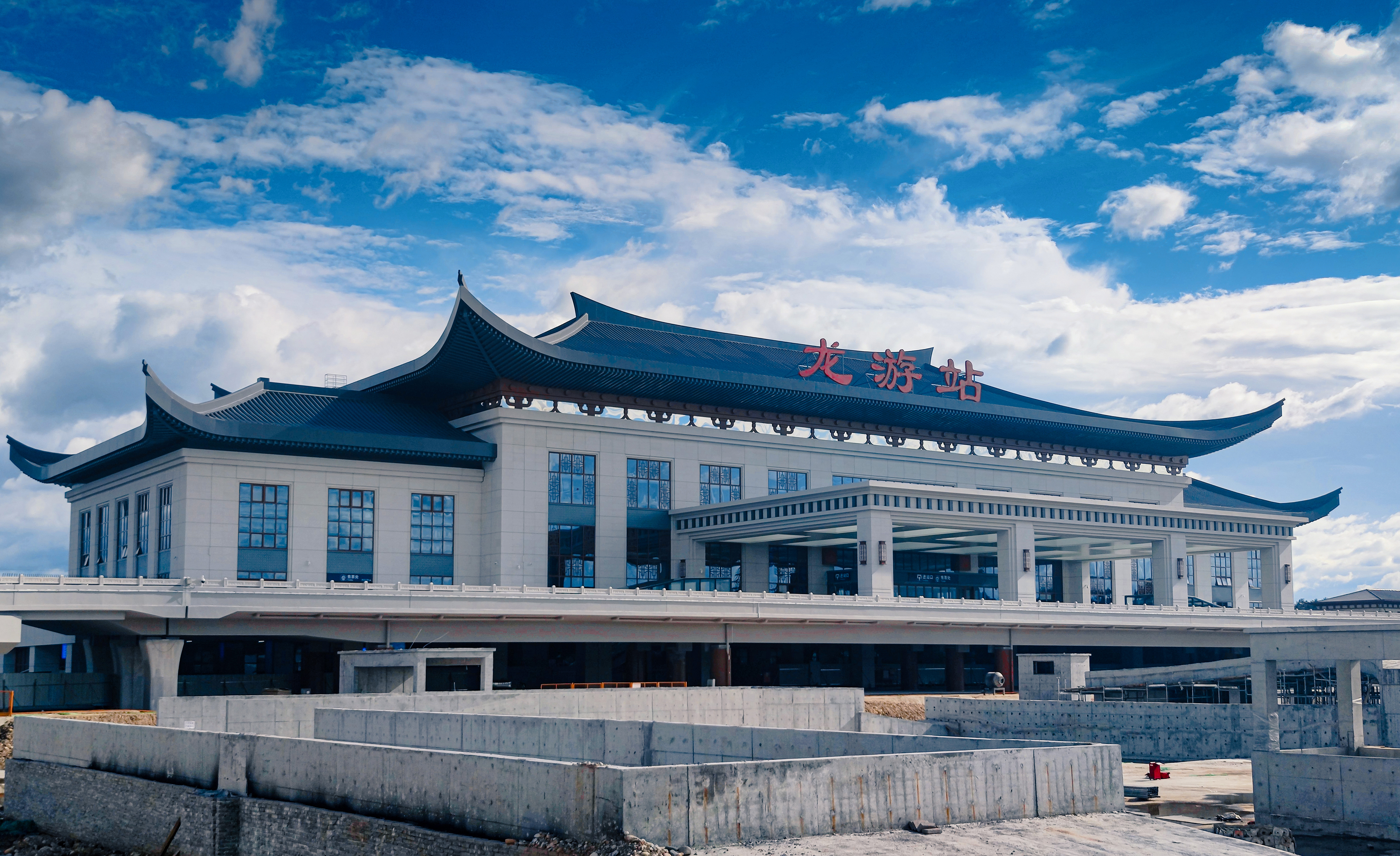
龙游站站房

龙游县为浙江东、中部地区连接江西、安徽和福建三省的重要交通枢纽， 沪昆高速、 溧宁高速在龙游交汇， 320国道、315省道、528省道纵横交错，建有全省县级城市中第一条城市环线公路。
铁路方面，沪昆客运专线、沪昆铁路、衢宁铁路过境并设有龙游站、龙游南站，杭衢铁路已经开工，正谋划建设衢丽铁路。
空运方面，龙游县距衢州、义乌、萧山等机场均在30分钟至1.5小时交通圈。
水运方面，已建成衢江500吨级内河航道和设有14个500吨级泊位的龙游港区，2020年完成吞吐量240.71万吨。

## 語言
龙游县方言以吴语金衢片龙游话为主，分布县内各乡镇，以县城方言为代表；县域内另有外籍移民方言，如温州话、闽南话、淳安话及畲客话等。温州话主要分布詹家、七都、箬塘、庙下、溪口等乡，其中詹家、后厅、槐王、童家等村说温州话村民最多；闽南话主要为平阳闽语，分布溪口区各乡及上圩头乡魏家村，寺后乡柳村、寺后等地；新安江水库移民说淳安话，主要分布在上圩头乡街路，窑山新建村，罗家乡廖家，詹家乡新安村，灵山乡大杨家，溪口乡双港口，沐尘乡大车，坑头乡上塘，湖镇新建、联合等村；畲客话在畲族居民中通行，他们在家说畲客话，入乡则说龙游话。

## 经济
龙游县在经济上被纳入长三角、浙中城市群和海西经济区组团，连续13年入选全国中小城市投资潜力百强县，连续三年跻身前二十位。2019年，入围全国科技创新百强县市、中国营商环境百佳示范县市。龙游经济开发区规划面积40.2平方公里，目前已开发27.81平方公里，入园企业700多家。2020年，全县地区生产总值同比增长4.4%；固定资产投资增长3.9%；一般公共预算收入增长3.7%；城镇和农村居民人均可支配收入分别增长5.8%和7.5%。
全县支柱产业有高档家具制造、特种纸、绿色食品饮料、高端装备、新材料、智能制造，目前已有10亿元以上企业4家，8家企业成功挂牌新三板，7家企业启动主板上市。
农业上，龙游农业资源丰富，被授予“中国竹子之乡”“中国黄花梨之乡”称号，发糕、小辣椒、富硒莲子、“中黄三号”黄茶等农产品在海内外享有盛誉。

## 旅游

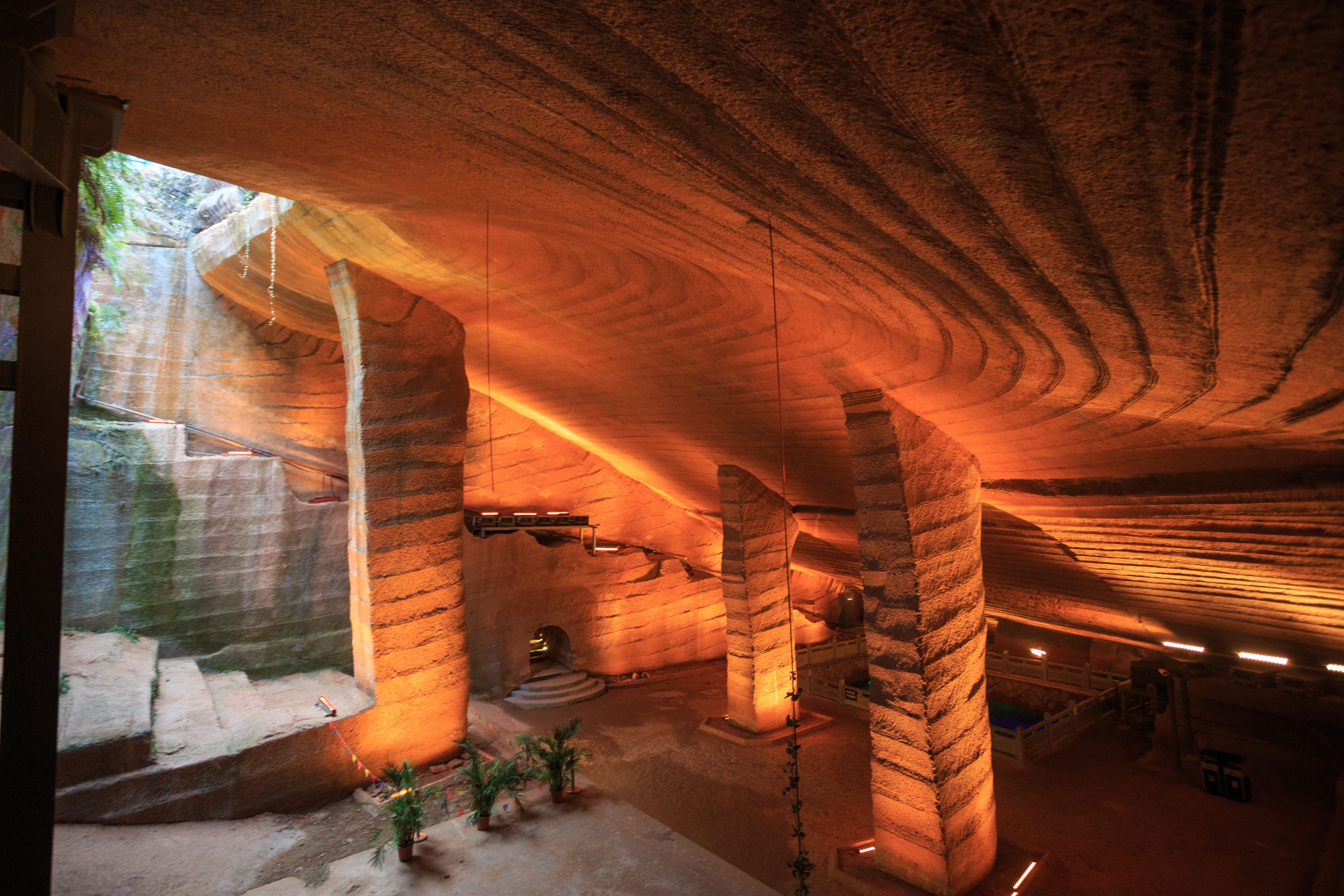
龙游石窟

龙游县境内山脉、丘陵、平原、河流兼具，自然资源与人文景观融为一体，自成特色，素有“东游西游不如龙游”的说法。龙游石窟是全国重点文物保护单位、衢州市首个国家4A级旅游景区，现正积极申报世界历史文化遗产；鸡鸣山民居苑则是全国两处古民居异地集中保护地之一；总规划面积3.5平方公里、总投资80多亿元的红木小镇入选省级优秀特色小镇并成功创建国家4A级旅游景区。
此外，还有位于县南的六春湖旅游度假区，以及浙西大竹海、石佛三门源、饭甑山火山颈等诸多风景名胜。

## 特产
龙游发糕、龙游小辣椒、龙游富硒白莲、龙游黄茶：中国地理标志产品。